# إد ستوبارد
إد ستوبارد (بالإنجليزية: Ed Stoppard)‏ هو ممثل بريطاني، ولد في 16 سبتمبر 1974 بلندن في المملكة المتحدة. بدأ مشواره المهني سنة 1999.

## أعمال

### أفلام
- (2002) عازف البيانو[5][6]
- (2010) المربية ماكفي والإنفجار الكبير[7][8]

### مسلسلات
- التاج
- العبقري
- سقوط الفارس

## وصلات خارجية
- إد ستوبارد على موقع IMDb (الإنجليزية)
- إد ستوبارد على موقع ألو سيني (الفرنسية)
- إد ستوبارد على موقع أول موفي (الإنجليزية)
- إد ستوبارد على موقع قاعدة بيانات الأفلام السويدية (السويدية)
- إد ستوبارد على موقع قاعدة بيانات الفيلم (الإنجليزية)
- إد ستوبارد على موقع كينوبويسك (الروسية)